# فیشن
فیشن (به آلمانی: Fischen im Allgäu) یک شهر در آلمان است که در ابرالاگوی واقع شده‌است. فیشن ۲٬۹۶۱ نفر جمعیت دارد.